# Montendre
Montendre település Franciaországban, Charente-Maritime megyében. Lakosainak száma 3226 fő (2022. január 1.). Montendre Corignac, Coux, Expiremont, Jussas, Pommiers-Moulons, Souméras, Sousmoulins, Donnezac és Val-de-Livenne községekkel határos.

## Népesség
A település népességének változása:
| Lakosok száma | 2864 | 3330 | 3140 | 3140 | 3226 | 3210 | 3242 | 3226 | 3222 | 3226 |
|               | 1968 | 1982 | 1990 | 2006 | 2013 | 2015 | 2017 | 2019 | 2020 | 2022 |